# 부산 동아대학교 남지기로회도
남지기로회도(南池耆老會圖)는 부산광역시 서구 동아대학교 석당박물관에 있는 조선시대의 계회도이다. 2007년 9월 7일 부산광역시의 유형문화재 제75호로 지정되었다.

## 개요
이 그림은 조선 인조대(仁祖代)에 약 70세 이상의 고령 관리들의 사적인 계원 모임을 그린 것이다.
상단에 회화식 전서로 제목을 쓰고, 그림 아래로 장유(張維)의 기문(記文), 좌우로는 비단에 덧대어 쓴 이경직(李景稷)의 서문이 있으며, 서문과 기문 아래에는 이경석(李景奭)이 기록한 계원들의 관직, 성명, 자(字), 호(號), 생년월일, 본관과 함께 참석한 자제들의 관직, 성명 등이 기록된 좌목(座目)으로 구성되어 있다.
서울대박물관 소장본(보물 제866호)인 이기룡필(李起龍筆) 남지기로회도와 그린 사람만 도화서의 다른 화원일 뿐 기문, 서문, 좌목의 글씨가 동일한 것으로 판단되며, 화풍에서도 이기룡의 작품에 필적할 뿐 아니라 동 시대 작품으로서의 가치도 지니고 있다.
또한 조선중기 절파화풍과 16세기 후반 일반 계회도의 여러 형식적 특징을 반영해 주고 있으며, 서울대박물관 소장본이 도식적으로 패턴화 된 것에 반해 동아대박물관 소장 남지기로회도는 개성적인 세부 인물 묘사와 자연스러운 경물(景物)의 묘사 등 뛰어난 화풍을 보여주고 있는 작품이다.

## 같이 보기
- 이기룡필 남지기로회도 (보물 제866호)

## 참고 자료
- 남지기로회도 - 국가유산청 국가유산포털